# Reselco
Reselco Ltd. war ein britischer Hersteller von Automobilen.

## Unternehmensgeschichte
Das Unternehmen hatte seinen Sitz an der King Street 262 und 264 im Londoner Stadtteil Hammersmith. 1935 begann die Produktion von Automobilen. Der Markenname lautete Reselco. Etwa 1960 endete die Produktion. Umbauten von Pkw erfolgten noch bis mindestens 1962.

## Fahrzeuge
Das einzige Modell war der Solocar. Dies war ein einsitziges Dreirad mit einzelnem Vorderrad. Ein Elektromotor war im Heck montiert und trieb die Hinterachse an. Die Höchstgeschwindigkeit war mit 19 km/h angegeben. Solche Fahrzeuge waren besonders für Körperbehinderte gedacht. Ein Fahrzeug dieses Herstellers ist im Lakeland Motor Museum in Cark-in-Cartmel ausgestellt.
1959 und 1962 bot das Unternehmen Umbauten herkömmlicher Autos an, sodass sie von körperbehinderten Fahrern bewegt werden konnten.